# Turrisipho
Turrisipho is een geslacht van weekdieren uit de klasse van de Gastropoda (slakken).

## Soorten
- Turrisipho dalli (Friele in Tryon, 1881)
- Turrisipho fenestratus (Turton, 1834)
- Turrisipho lachesis (Mörch, 1869)
- Turrisipho moebii (Dunker & Metzger, 1874)
- Turrisipho voeringi Bouchet & Warén, 1985